# To one in paradise
To one in paradise is een gedicht van de Amerikaanse schrijver en dichter Edgar Allan Poe. Het is opgenomen in deel 2 van de bundel The Works of the Late Edgar Allan Poe (1850).

## Citaat
And all my days are trances
And all my nightly dreams
Are where thy grey eye glances
De Amerikaanse popgroep Grey Eye Glances heeft zijn naam ontleend aan dit deel van het gedicht.